# سوپرتاکس
سوپرتاکس (به انگلیسی: SuperTux) یک بازی دوبعدی آزاد و متن‌باز در سبک سکوبازی است که تحت اجازه‌نامه جی‌پی‌ال منتشر می‌شود. این بازی در ابتدا توسط بیل کندریک توسعه داده شد و در حال حاضر تیم توسعه سوپرتاکس مسئول نگهداری از این بازی است. در طراحی این بازی، از بازی معروف برادران سوپر ماریو شرکت نینتندو الهام گرفته شده، اما قهرمان این بازی به جای ماریو، یک پنگوئن به نام تاکس است.